# Brande (stad)
Brande is een plaats en voormalige gemeente in de Deense regio Midden-Jutland. Brande behoort tot de gemeente Ikast-Brande en telt 6642 inwoners (2008).

## Voormalige gemeente
Brande is een voormalige gemeente in Denemarken. De oppervlakte bedroeg 88,11 km². De gemeente telde 8822 inwoners waarvan 4488 mannen en 4334 vrouwen (cijfers 2005).
Brande is opgegaan in de gemeente Ikast-Brande. Deze gemeente is ontstaan op 1 januari 2007 toen de voormalige gemeenten Ikast, Brande en Nørre Snede werden samengevoegd.

## Geboren in Brande
- Rasmus Kristensen (1997), voetballer

- Gemeinsame Normdatei: 4211044-0
- MusicBrainz: 392a605a-aa6e-49b1-8590-b758119f7636
- Virtual International Authority File: 240397492
- WorldCat: E39PBJfcRk4KpK38WwYGkbHwG3